# پیج هاسچیلد
پیج هاسچیلد (انگلیسی: Paige Hauschild؛ زادهٔ ۱۷ اوت ۱۹۹۹) بازیکن واترپلو زن اهل ایالات متحده آمریکا است.